# Cao Wei
Cao Wei fou un dels imperis que van competir pel control de la Xina durant el període dels Tres Regnes. Amb la capital a Luòyáng, l'imperi va ser creat per Cao Pi al 220 aC, basat en els fonaments que el seu pare Cao Cao va establir. El seu nom va sorgir a partir del 213, quan a les explotacions feudals de Cao Cao se les va donar el nom Wei; els historiadors solen afegir el prefix Cao (el nom de la família de Cao Cao) per distingir-lo dels altres estats en la història de la Xina també coneguts com a Wei, tal com passa amb l'anterior estat de Wei del període dels Regnes Combatents, i el posterior estat de Wei del Nord. Al 220 aC, quan Cao Pi va derrocar l'últim emperador de la dinastia Han oriental, Wei va esdevenir el nom de la nova dinastia que va fundar, que va ser presa i controlada per la família Sima el 249, fins que va ser derrocada i oficialment va esdevenir la dinastia Jin el 265.

## Cultura
En algun moment entre el final de la dinastia Han oriental i Cao Wei apareix la cal·ligrafia estàndard o regular (kaishu), amb el seu primer mestre que es coneix, Zhong Yao.

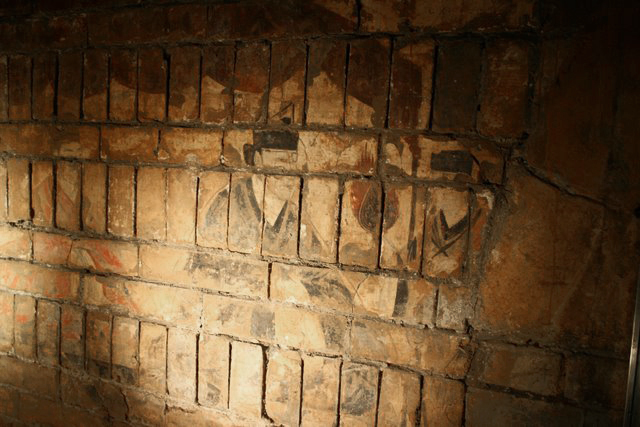
Un mural de la paret amb figures vestides i assegudes, pintades en una tomba a Luoyang, dinastia Cao Wei

## Figures importants
- Cao Cao
- Cao Chun
- Cao Fang
- Cao Hong
- Cao Huan
- Cao Mao
- Cao Pi
- Cao Ren
- Cao Rui
- Cao Shuang
- Cao Xiu
- Cao Zhang
- Cao Zhen
- Cao Zhi
- Cheng Yu
- Chen Qun
- Chen Tai
- Deng Ai
- Dian Wei
- Emperadriu Bian
- Emperadriu Bian
- Emperadriu Vídua Bian
- Emperadriu Guo Nüwang
- Emperadriu Guo
- Emperadriu Mao
- Emperadriu Wang
- Emperadriu Wenzhao
- Emperadriu Xianmu
- Emperadriu Zhang
- Emperadriu Zhen
- Gao Lan
- Gongsun Yuan
- Guanqiu Jian
- Guo Huai
- Guo Jia
- Hao Zhao
- Jia Xu
- Li Dian
- Man Chong
- Mi Heng
- Pang De
- Sima Shi
- Sima Yan
- Sima Yi
- Sima Zhao
- Wang Lang
- Wang Shuang
- Wen Pin
- Wen Qin
- Wen Yang
- Xiahou Ba
- Xiahou Dun
- Xiahou He
- Xiahou Mao
- Xiahou Shang
- Xiahou Wei
- Xiahou Yuan
- Xu Chu
- Xu Huang
- Xun You
- Xun Yu
- Yang Hu
- Yue Jin
- Yu Jin
- Zhang He
- Zhang Liao
- Zhong Hui
- Zhong Yao
- Zhuge Dan

## Sobirans de Cao Wei
| Noms pòstums                                                                       | Noms familiars (en negreta) i noms de pila | Any(s) de Regnat | Noms de les eres i el seu rang d'anys                                                               |
| ---------------------------------------------------------------------------------- | ------------------------------------------ | ---------------- | --------------------------------------------------------------------------------------------------- |
| Convenció xinesa: família i noms de pila, i menys sovint "Wei" + nom pòstum + "di" |                                            |                  | |
| Emperador Wen de Wei, x. 文, py. wén                                               | Cao Pi, ch. 曹丕, py. cáo pī               | 220 - 226        | Huangchu (黃初 huang2 chu1) 220 - 226                                                               |
| Emperador Ming de Wei, x. 明 py. míng                                              | Cao Rui, ch. 曹叡, py. cáo rùi             | 226 - 239        | Taihe (太和 tài hé) 227 - 233 Qinglong (青龍 qīng lóng) 233 - 237 Jingchu (景初 jĭng chū) 237 - 239 |
| Shao (少 py. shao4) o rei de Qi de Wei, ch. 齊王, py. qí wáng                      | Cao Fang, ch. 曹芳, py. cáo fāng           | 239 - 254        | Zhengshi (正始 zhèng shĭ) 240 - 249 Jiaping (嘉平 jīa píng) 249 - 254                               |
| Gaoguixiang Gong de Wei, ch. 高貴鄉公, py. gāo gùi xīang gōng                      | Cao Mao, ch. 曹髦, py. cáo máo             | 254 - 260        | Zhengyuan (正元 zhèng yúan) 254 - 256 Ganlu (甘露 gān lù) 256 - 260                                 |
| Emperador Yuan de Wei, ch. 元, py. yúan                                            | Cao Huan, ch. 曹奐, py. cáo hùan           | 260 - 265        | Jingyuan (景元 jĭng yúan) 260 - 264 Xianxi (咸熙 xían xī) 264 - 265                                 |